# Gmina Lubień Kujawski
Die Gmina Lubień Kujawski ist eine Stadt-und-Land-Gemeinde im Powiat Włocławski der Woiwodschaft Kujawien-Pommern in Polen. Ihr Sitz ist die gleichnamige Stadt mit 1377 Einwohnern (2016). 

## Gliederung
Zur Stadt-und-Land-Gemeinde gehören neben der Stadt Lubień Kujawski weitere 27 Dörfer mit einem Schulzenamt.
| - Antoniewo - Bagno (1943–1945 Mooren) - Beszyn (1943–1945 Holder) - Bilno (1943–1945 Bilnau) - Błędowo (1943–1945 Irrbach) - Chojny - Czaple (1943–1945 Kabeln) - Dziankowo (1943–1945 Samen) - Gagowy (1943–1945 Gagen) | - Gliznowo (1943–1945 Glienen) - Gole (1943–1945 Kahlen) - Kaliska (1943–1945 Bahndorf) - Kanibród (1943–1945 Frohbach) - Kłóbka (1943–1945 Lichtenwalde) - Kobyla Łąka (1943–1945 Koppeln) - Kretkowo - Krzewie (1943–1945 Stauden) - Modlibórz (1943–1945 Heilshöhe) | - Morzyce - Narty (1943–1945 Narden) - Rutkowice (1943–1945 Ruten) - Rzeżewo (1943–1945 Lüttichau) - Szewo (1943–1945 Nathe) - Świerna (1943–1945 Föhren) - Wiktorowo (1943–1945 Arntau) - Wola Dziankowska (1943–1945 Dankau) - Wola Olszowa (1943–1945 Erltal) |

Weitere Ortschaften der Gemeinde sind:
| - Bileńska Kolonia - Błonie (1943–1945 Blonau) - Chwalibogowo (1943–1945 Lobheim) - Dziankówek (1943–1945 Liebach) - Gocław (1943–1945 Gatzlau) - Golska Huta - Henryków - Kaczawka (1943–1945 Entenbühl) - Kamienna (1943–1945 Kampendorf) - Kąty | - Kłóbka-Nowy Młyn (1943–1945 Malsen) - Kłóbka-Podgórze - Kołomia (1943–1945 Kollnau) - Kostulin - Krzewie Drugie - Narty-Piaski - Nowa Wieś (1943–1945 Neuwiesen) - Nowe Czaple - Nowe Gagowy - Rzegocin (1943–1945 Regenau) | - Siemiany - Sławęcin (1943–1945 Schwandorf) - Sławęckie Góry - Stępka (1943–1945 Kieldorf) - Stróże - Uchodze (1943–1945 Urden) - Walentowo (1943–1945 Liebstadt-Walen) - Wąwał (1943–1945 Schluchten) - Wola Olszowa-Parcele - Zakrzewo |

## Verkehr
Die Ortschaft Kaliska hat einen Bahnhof, die Ortschaften Rutkowice und Wiktorowo haben Haltepunkte an der Bahnstrecke Kutno–Piła.